# Dzień końca świata (film 2001)
Dzień końca świata (oryg.The Day the World Ended) – horror sci-fi, film amerykański z 2001 w reżyserii Terensa Grossa.

## Obsada
- Randy Quaid jako Michael
- Nastassja Kinski jako Dr.Jennifer Stillman
- Kathryn Fiore jako Maggie
- Debra Christofferson jako Siostra Divelbuss
- David Getz jako Zastępca szeryfa
- Harry Groener jako Szeryf
- Stephen Tobolowsky jako Turner
- Neil Vipond jako Sędzia
- Lee de Broux jako Kucharz